# Łysostopek brązowoochrowy
Łysostopek brązowoochrowy (Gymnopus hybridus (Kühner & Romagn.) Antonín & Noordel.) – gatunek grzybów należący do rodziny Omphalotaceae.

## Systematyka i nazewnictwo
Pozycja w klasyfikacji według Index Fungorum: Gymnopus, Omphalotaceae, Agaricales, Agaricomycetidae, Agaricomycetes, Agaricomycotina, Basidiomycota, Fungi.
Po raz pierwszy opisali go w 1952r. Robert Kühner i Henri Charles Louis Romagnesi, nadając mu nazwę Marasmius hybridus. Później przez różnych uczonych zaliczany był do różnych rodzajów. W 1997 r. Vladimír Antonín i Machiel Evert Noordeloos przenieśli go do rodzaju Gymnopus Pozostałe synonimy nazwy naukowej:
- Collybia hybrida (Kühner & Romagn.) Svrček & Kubička 1964
- Levipedipilus hybridus (Kühner & Romagn.) J.J. Hu, B. Zhang & Yu Li, in Hu, Tuo, Yue, Zhao, He, Song, Pu, Qi, Qin, Li, Jiang, Zhang, Li & Li 2024

Nazwę polską nadał Władysław Wojewoda w 2003 r.

## Morfologia
Charakteryzuje się dość rzadkimi, cynamonowobrązowymi blaszkami, dość dużymi bazydiosporami ((6,2–)7,4–9,6 × 3,5–4,8 μm) i małymi (18–26 × (3,1–)5,2–6,6 μm), maczugowatymi do cylindrycznych, przeważnie nieregularnymi cheilocystydami.

## Występowanie i siedlisko
Występuje w Europie. Jest tu szeroko rozpowszechniony, zwłaszcza w Europie Środkowej i Zachodniej. W Polsce do 2003 r. podano jedno stanowiska, w późniejszych latach podano wiele nowych.
Grzyb saprotroficzny naziemny. Rośnie głównie na opadłych liściach dębów, rzadziej na ściółce innych drzew liściastych, głównie w lasach termofilnych.